# Table de lignes trigonométriques exactes
 (15 août 2015).

Cercle trigonométrique et angles remarquables

Cette table de lignes trigonométriques exactes rassemble certaines valeurs des fonctions trigonométriques sinus, cosinus, tangente et cotangente sous forme d'expressions algébriques à l'aide de racines carrées de réels, parfois imbriquées. Ces expressions sont obtenues à partir des valeurs remarquables pour les angles de 30° (dans le triangle équilatéral) et de 36° (dans le pentagone régulier) et à l'aide des identités trigonométriques de duplication et d'addition des angles.
Cette table est nécessairement incomplète, dans le sens où il est toujours possible de déduire une expression algébrique pour l'angle moitié ou l'angle double. En outre, de telles expressions sont en théorie calculables pour les angles de tout polygone régulier dont le nombre de côtés est un nombre premier de Fermat, or ici seuls les deux premiers ont été exploités : 3, 5.

## Tables de valeurs
Dans un polygone régulier à n côtés, inscrit dans un cercle de rayon R, l'apothème et le demi-côté valent respectivement Rcos(π/n) et Rsin(π/n). Ces égalités relient naturellement les lignes trigonométriques des angles π/n radians avec les polygones réguliers à n côtés. 
| angle                                                     | sinus                                                | cosinus                                              | tangente                                           | cotangente                                         | polygone régulier |
| --------------------------------------------------------- | ---------------------------------------------------- | ---------------------------------------------------- | -------------------------------------------------- | -------------------------------------------------- | ----------------- |
| {\displaystyle \ \ 0^{\circ }\ \ \ =\ \ 0\ } rad          | {\displaystyle 0}                                    | {\displaystyle 1}                                    | {\displaystyle 0}                                  | non défini                                         |                   |
| {\displaystyle 15^{\circ }\ \ \ ={\frac {\pi }{12}}} rad  | {\displaystyle {\frac {{\sqrt {6}}-{\sqrt {2}}}{4}}} | {\displaystyle {\frac {{\sqrt {6}}+{\sqrt {2}}}{4}}} | {\displaystyle 2-{\sqrt {3}}}                      | {\displaystyle 2+{\sqrt {3}}}                      | dodécagone        |
| {\displaystyle 18^{\circ }\ \ \ ={\frac {\pi }{10}}} rad  | {\displaystyle {\frac {{\sqrt {5}}-1}{4}}}           | {\displaystyle {\sqrt {\frac {5+{\sqrt {5}}}{8}}}}   | {\displaystyle {\sqrt {1-{\frac {2}{\sqrt {5}}}}}} | {\displaystyle {\sqrt {5+2{\sqrt {5}}}}}           | décagone          |
| {\displaystyle 22,5^{\circ }={\frac {\pi }{8}}\ } rad     | {\displaystyle {\frac {\sqrt {2-{\sqrt {2}}}}{2}}}   | {\displaystyle {\frac {\sqrt {2+{\sqrt {2}}}}{2}}}   | {\displaystyle {\sqrt {2}}-1}                      | {\displaystyle {\sqrt {2}}+1}                      | octogone          |
| {\displaystyle 30^{\circ }\ \ \ ={\frac {\pi }{6}}\ } rad | {\displaystyle {\frac {1}{2}}}                       | {\displaystyle {\frac {\sqrt {3}}{2}}}               | {\displaystyle {\frac {1}{\sqrt {3}}}}             | {\displaystyle {\sqrt {3}}}                        | hexagone          |
| {\displaystyle 36^{\circ }\ \ \ ={\frac {\pi }{5}}\ } rad | {\displaystyle {\sqrt {\frac {5-{\sqrt {5}}}{8}}}}   | {\displaystyle {\frac {{\sqrt {5}}+1}{4}}}           | {\displaystyle {\sqrt {5-2{\sqrt {5}}}}}           | {\displaystyle {\sqrt {1+{\frac {2}{\sqrt {5}}}}}} | pentagone         |
| {\displaystyle 45^{\circ }\ \ \ ={\frac {\pi }{4}}\ } rad | {\displaystyle {\frac {\sqrt {2}}{2}}}               | {\displaystyle {\frac {\sqrt {2}}{2}}}               | {\displaystyle 1}                                  | {\displaystyle 1}                                  | carré             |

Par soustraction {\displaystyle (18^{\circ }-15^{\circ }),} on obtient une expression pour les lignes trigonométriques d'un angle de {\displaystyle 3^{\circ }} c'est-à-dire {\displaystyle {\frac {\pi }{60}}} rad, puis de tous ses multiples.
| Angle                              | sinus | cosinus | tangente | cotangente |
| ---------------------------------- | --- | --- | --- | --- |
| 3° (polygone régulier à 60 côtés)  | {\displaystyle {\tfrac {2(1-{\sqrt {3}}){\sqrt {5+{\sqrt {5}}}}+{\sqrt {2}}({\sqrt {5}}-1)({\sqrt {3}}+1)}{16}}} | {\displaystyle {\tfrac {2(1+{\sqrt {3}}){\sqrt {5+{\sqrt {5}}}}+{\sqrt {2}}({\sqrt {5}}-1)({\sqrt {3}}-1)}{16}}} | {\displaystyle {\tfrac {\left((2-{\sqrt {3}})(3+{\sqrt {5}})-2\right)\left(2-{\sqrt {2(5-{\sqrt {5}})}}\right)}{4}}}                        | {\displaystyle {\tfrac {\left((2+{\sqrt {3}})(3+{\sqrt {5}})-2\right)\left(2+{\sqrt {2(5-{\sqrt {5}})}}\right)}{4}}}         |
| 6° (polygone régulier à 30 côtés)  | {\displaystyle {\tfrac {{\sqrt {6}}{\sqrt {5-{\sqrt {5}}}}-({\sqrt {5}}+1)}{8}}}                                 | {\displaystyle {\tfrac {{\sqrt {2}}{\sqrt {5-{\sqrt {5}}}}+{\sqrt {3}}({\sqrt {5}}+1)}{8}}}                      | {\displaystyle {\tfrac {{\sqrt {2}}{\sqrt {5-{\sqrt {5}}}}-{\sqrt {3}}({\sqrt {5}}-1)}{2}}}                                                 | {\displaystyle {\tfrac {{\sqrt {3}}(3+{\sqrt {5}})+{\sqrt {50+22{\sqrt {5}}}}}{2}}}                                          |
| 9° (polygone régulier à 20 côtés)  | {\displaystyle {\tfrac {{\sqrt {2}}({\sqrt {5}}+1)-2{\sqrt {5-{\sqrt {5}}}}}{8}}}                                | {\displaystyle {\tfrac {{\sqrt {2}}({\sqrt {5}}+1)+2{\sqrt {5-{\sqrt {5}}}}}{8}}}                                | {\displaystyle {\sqrt {5}}+1-{\sqrt {5+2{\sqrt {5}}}}}                                                                                      | {\displaystyle {\sqrt {5}}+1+{\sqrt {5+2{\sqrt {5}}}}}                                                                       |
| 12° (polygone régulier à 15 côtés) | {\displaystyle {\tfrac {{\sqrt {2}}{\sqrt {5+{\sqrt {5}}}}-{\sqrt {3}}({\sqrt {5}}-1)}{8}}}                      | {\displaystyle {\tfrac {{\sqrt {6}}{\sqrt {5+{\sqrt {5}}}}+{\sqrt {5}}-1}{8}}}                                   | {\displaystyle {\tfrac {{\sqrt {3}}(3-{\sqrt {5}})-{\sqrt {50-22{\sqrt {5}}}}}{2}}}                                                         | {\displaystyle {\tfrac {{\sqrt {3}}({\sqrt {5}}+1)+{\sqrt {2}}{\sqrt {5+{\sqrt {5}}}}}{2}}}                                  |
| 15° (dodécagone régulier)          | {\displaystyle {\tfrac {{\sqrt {3}}-1}{2{\sqrt {2}}}}}                                                           | {\displaystyle {\tfrac {{\sqrt {3}}+1}{2{\sqrt {2}}}}}                                                           | {\displaystyle 2-{\sqrt {3}}} | {\displaystyle 2+{\sqrt {3}}}                                                                                                |
| 18° (décagone régulier)            | {\displaystyle {\tfrac {{\sqrt {5}}-1}{4}}}                                                                      | {\displaystyle {\sqrt {\frac {5+{\sqrt {5}}}{8}}}}                                                               | {\displaystyle {\sqrt {1-{\frac {2}{\sqrt {5}}}}}}                                                                                          | {\displaystyle {\sqrt {5+2{\sqrt {5}}}}}                                                                                     |
| 21°                                | {\displaystyle {\tfrac {2({\sqrt {3}}+1){\sqrt {5-{\sqrt {5}}}}-{\sqrt {2}}({\sqrt {3}}-1)(1+{\sqrt {5}})}{16}}} | {\displaystyle {\tfrac {2({\sqrt {3}}-1){\sqrt {5-{\sqrt {5}}}}+{\sqrt {2}}({\sqrt {3}}+1)(1+{\sqrt {5}})}{16}}} | {\displaystyle {\tfrac {(1+2{\sqrt {3}}-{\sqrt {5}}){\sqrt {5-2{\sqrt {5}}}}+(2+{\sqrt {3}})({\sqrt {5}}-3)+2}{2}}}                         | {\displaystyle {\tfrac {\left(2-(2-{\sqrt {3}})(3-{\sqrt {5}})\right)\left(2+{\sqrt {2(5+{\sqrt {5}})}}\right)}{4}}}         |
| 24°                                | {\displaystyle {\tfrac {{\sqrt {3}}({\sqrt {5}}+1)-{\sqrt {2}}{\sqrt {5-{\sqrt {5}}}}}{8}}}                      | {\displaystyle {\tfrac {{\sqrt {6}}{\sqrt {5-{\sqrt {5}}}}+{\sqrt {5}}+1}{8}}}                                   | {\displaystyle {\tfrac {{\sqrt {50+22{\sqrt {5}}}}-{\sqrt {3}}(3+{\sqrt {5}})}{2}}}                                                         | {\displaystyle {\tfrac {{\sqrt {2}}{\sqrt {5-{\sqrt {5}}}}+{\sqrt {3}}({\sqrt {5}}-1)}{2}}}                                  |
| 27°                                | {\displaystyle {\tfrac {2{\sqrt {5+{\sqrt {5}}}}-{\sqrt {2}}({\sqrt {5}}-1)}{8}}}                                | {\displaystyle {\tfrac {2{\sqrt {5+{\sqrt {5}}}}+{\sqrt {2}}({\sqrt {5}}-1)}{8}}}                                | {\displaystyle {\sqrt {5}}-1-{\sqrt {5-2{\sqrt {5}}}}}                                                                                      | {\displaystyle {\sqrt {5}}-1+{\sqrt {5-2{\sqrt {5}}}}}                                                                       |
| 30° (hexagone régulier)            | {\displaystyle {\tfrac {1}{2}}}                                                                                  | {\displaystyle {\tfrac {\sqrt {3}}{2}}}                                                                          | {\displaystyle {\tfrac {\sqrt {3}}{3}}} | {\displaystyle {\sqrt {3}}}                                                                                                  |
| 33°                                | {\displaystyle {\tfrac {2({\sqrt {3}}-1){\sqrt {5+{\sqrt {5}}}}+{\sqrt {2}}({\sqrt {3}}+1)({\sqrt {5}}-1)}{16}}} | {\displaystyle {\tfrac {2({\sqrt {3}}+1){\sqrt {5+{\sqrt {5}}}}+{\sqrt {2}}(1-{\sqrt {3}})({\sqrt {5}}-1)}{16}}} | {\displaystyle {\tfrac {(-15+10{\sqrt {3}}-7{\sqrt {5}}+4{\sqrt {15}}){\sqrt {5(5-2{\sqrt {5}})}}+5({\sqrt {3}}-2)(3+{\sqrt {5}})+10}{10}}} | {\displaystyle {\tfrac {\left(2-(2+{\sqrt {3}})(3+{\sqrt {5}})\right)\left(2-{\sqrt {2}}{\sqrt {5-{\sqrt {5}}}}\right)}{4}}} |
| 36° (pentagone régulier)           | {\displaystyle {\sqrt {\frac {5-{\sqrt {5}}}{8}}}}                                                               | {\displaystyle {\tfrac {{\sqrt {5}}+1}{4}}}                                                                      | {\displaystyle {\sqrt {5-2{\sqrt {5}}}}} | {\displaystyle {\sqrt {1+{\frac {2}{\sqrt {5}}}}}}                                                                           |
| 39°                                | {\displaystyle {\tfrac {2(1-{\sqrt {3}}){\sqrt {5-{\sqrt {5}}}}+{\sqrt {2}}(1+{\sqrt {3}})(1+{\sqrt {5}})}{16}}} | {\displaystyle {\tfrac {2(1+{\sqrt {3}}){\sqrt {5-{\sqrt {5}}}}+{\sqrt {2}}({\sqrt {3}}-1)({\sqrt {5}}+1)}{16}}} | {\displaystyle {\tfrac {\left({\sqrt {2(5+{\sqrt {5}})}}-2\right)\left((2-{\sqrt {3}})({\sqrt {5}}-3)+2\right)}{4}}}                        | {\displaystyle {\tfrac {\left((2+{\sqrt {3}})(3-{\sqrt {5}})-2\right)\left(2+{\sqrt {2}}{\sqrt {5+{\sqrt {5}}}}\right)}{4}}} |
| 42°                                | {\displaystyle {\tfrac {{\sqrt {6}}{\sqrt {5+{\sqrt {5}}}}-({\sqrt {5}}-1)}{8}}}                                 | {\displaystyle {\tfrac {{\sqrt {2}}{\sqrt {5+{\sqrt {5}}}}+{\sqrt {3}}({\sqrt {5}}-1)}{8}}}                      | {\displaystyle {\tfrac {{\sqrt {3}}({\sqrt {5}}+1)-{\sqrt {2}}{\sqrt {5+{\sqrt {5}}}}}{2}}}                                                 | {\displaystyle {\tfrac {{\sqrt {50-22{\sqrt {5}}}}+{\sqrt {3}}(3+{\sqrt {5}})}{2}}}                                          |
| 45° (carré)                        | {\displaystyle {\tfrac {\sqrt {2}}{2}}}                                                                          | {\displaystyle {\tfrac {\sqrt {2}}{2}}}                                                                          | {\displaystyle 1} | {\displaystyle 1} |

Il n'existe pas d'expression algébrique des lignes trigonométriques à l'aide de radicaux réels pour l'angle de 1° ni, ce qui est équivalent — par différence (voir infra) avec celles pour 39° ci-dessus — pour l'angle de 40°, mais il en existe une formulée à l'aide de racines cubiques de nombres complexes.
Ce n'est pas utile pratiquement, car pour calculer une racine cubique d'un nombre complexe, il faut calculer le cosinus d'un angle.
{\displaystyle \cos 40^{\circ }=\cos {\frac {2\pi }{9}}={\frac {1}{2}}\left({\sqrt[{3}]{\operatorname {e} ^{2\mathrm {i} \pi /3}}}+{\sqrt[{3}]{\operatorname {e} ^{-2\mathrm {i} \pi /3}}}\right)={\frac {1}{2}}\left({\sqrt[{3}]{\frac {-1+\mathrm {i} {\sqrt {3}}}{2}}}+{\sqrt[{3}]{\frac {-1-\mathrm {i} {\sqrt {3}}}{2}}}\right)}.
{\displaystyle \sin 40^{\circ }=\cos 50^{\circ }=\cos {\frac {5\pi }{18}}={\frac {1}{2}}\left({\sqrt[{3}]{\operatorname {e} ^{5\mathrm {i} \pi /6}}}+{\sqrt[{3}]{\operatorname {e} ^{-5\mathrm {i} \pi /6}}}\right)={\frac {1}{2}}\left({\sqrt[{3}]{\frac {-{\sqrt {3}}+\mathrm {i} }{2}}}+{\sqrt[{3}]{\frac {-{\sqrt {3}}-\mathrm {i} }{2}}}\right)}.

## Applications
Ces constantes peuvent être utilisées pour exprimer le volume du dodécaèdre régulier en fonction de son arête a :
{\displaystyle V={\frac {5a^{3}\cos {36^{\circ }}}{\tan ^{2}{36^{\circ }}}}={\frac {a^{3}\left(15+7{\sqrt {5}}\right)}{4}}}.

## Construction

### Lignes élémentaires

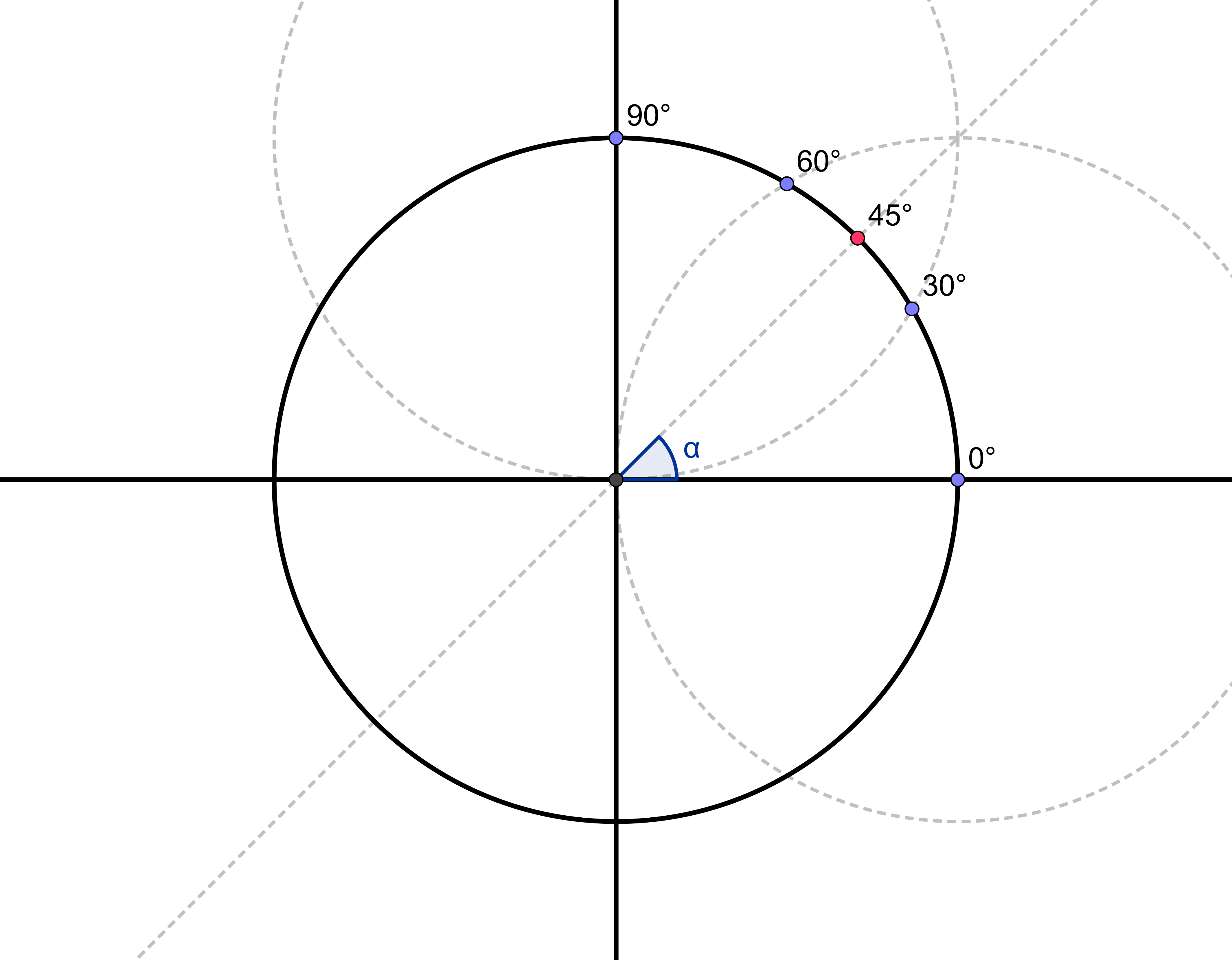
Représentation géométrique des angles de 0, 30, 45, 60, et 90 degrés.

Les lignes trigonométriques pour les angles de 0°, 90°, 45°, 30° et 60° peuvent être calculés dans le cercle trigonométrique à l'aide du théorème de Pythagore.
Moyen mnémotechnique
On peut restituer une partie de la table en considérant la suite (√n/2), pour n allant de 0 à 4 :
| Angle                                               | sinus                                                 |
| --------------------------------------------------- | ----------------------------------------------------- |
| {\displaystyle 0^{\circ }\ =\,\ 0} rad              | {\displaystyle {\frac {\sqrt {0}}{2}}=0}              |
| {\displaystyle 30^{\circ }\ ={\frac {\pi }{6}}} rad | {\displaystyle {\frac {\sqrt {1}}{2}}=0{,}5}          |
| {\displaystyle 45^{\circ }\ ={\frac {\pi }{4}}} rad | {\displaystyle {\frac {\sqrt {2}}{2}}\approx 0{,}707} |
| {\displaystyle 60^{\circ }\ ={\frac {\pi }{3}}} rad | {\displaystyle {\frac {\sqrt {3}}{2}}\approx 0{,}866} |
| {\displaystyle 90^{\circ }\ ={\frac {\pi }{2}}} rad | {\displaystyle {\frac {\sqrt {4}}{2}}=1}              |

La table des cosinus est obtenue en inversant celle des sinus.

### Triangles fondamentaux

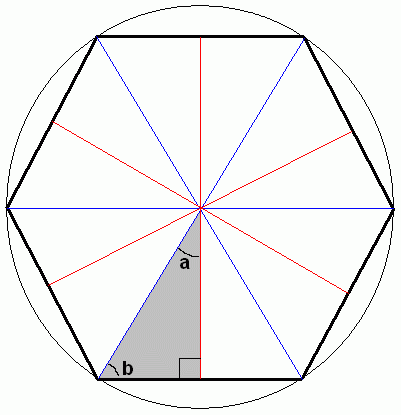
Polygone régulier à N sommets et son triangle rectangle fondamental, d'angle au centre π/N.

La dérivation des valeurs particulières de sinus, cosinus et tangente est basée sur la constructibilité de certains polygones réguliers. Un N-gone régulier se décompose en 2N triangles rectangles dont les trois sommets sont le centre du polygone, l'un de ses sommets, et le milieu d'une arête adjacente à ce sommet. Les angles d'un tel triangle sont π/N, π/2 – π/N et π/2.
Les constantes fondamentales sont associées aux polygones réguliers dont le nombre de côtés est un nombre premier de Fermat. Les seuls nombres premiers de Fermat connus sont 3, 5, 17, 257 et 216 + 1 = 65 537.

### Addition et différence d'angles
Grâce à l'identité de Bézout et aux formules d'addition et de différence, on peut déduire de ces constantes fondamentales celles des angles au centre de polygones réguliers dont le nombre de côtés est un produit de nombres premiers de Fermat distincts, ainsi que des multiples entiers de tels angles. Par exemple,
{\displaystyle {\begin{aligned}\cos {\frac {\pi }{15}}&=\cos \left(2\times {\frac {\pi }{5}}-{\frac {\pi }{3}}\right)\\&=\cos {\frac {\pi }{3}}\left(1-2\sin ^{2}{\frac {\pi }{5}}\right)+2\sin {\frac {\pi }{3}}\sin {\frac {\pi }{5}}\cos {\frac {\pi }{5}}\\&={\frac {1}{2}}\left(1-{\frac {5-{\sqrt {5}}}{4}}\right)+{\sqrt {3}}{\sqrt {\frac {5-{\sqrt {5}}}{8}}}{\frac {1+{\sqrt {5}}}{4}}\\&={\frac {{\sqrt {5}}-1+{\sqrt {6}}{\sqrt {5+{\sqrt {5}}}}}{8}}.\end{aligned}}}

### Division d'un angle en deux
Les formules d'angle moitié permettent d'en déduire une infinité de constantes supplémentaires. Par exemple, à partir de cos(π/2) = 0, on trouve :
{\displaystyle \cos {\frac {\pi }{2^{n+1}}}={\frac {\sqrt {2+{\sqrt {2+\dots {\sqrt {2}}}}}}{2}}},
où le numérateur comporte n signes √ .

### Simplification des expressions
Outre les simplifications élémentaires usuelles, on peut parfois désimbriquer des racines : pour réduire
{\displaystyle {\sqrt {a\pm {\sqrt {b}}}}}
(avec a et b rationnels, b ≥ 0 et a ≥ √b), il suffit que le réel
{\displaystyle {\sqrt {a^{2}-b}}}
soit rationnel.
Exemples
{\displaystyle \cos {\frac {\pi }{12}},\cos {\frac {5\pi }{12}}={\sqrt {\frac {1\pm {\frac {\sqrt {3}}{2}}}{2}}}={\frac {\sqrt {2\pm {\sqrt {3}}}}{2}}={\frac {{\sqrt {3/2}}\pm {\sqrt {1/2}}}{2}}={\frac {{\sqrt {6}}\pm {\sqrt {2}}}{4}}}.
{\displaystyle \sin {\frac {\pi }{10}}={\sqrt {\frac {1-{\frac {1+{\sqrt {5}}}{4}}}{2}}}={\frac {\sqrt {6-{\sqrt {20}}}}{4}}={\frac {{\sqrt {5}}-1}{4}}}.